# کلید ویندوز

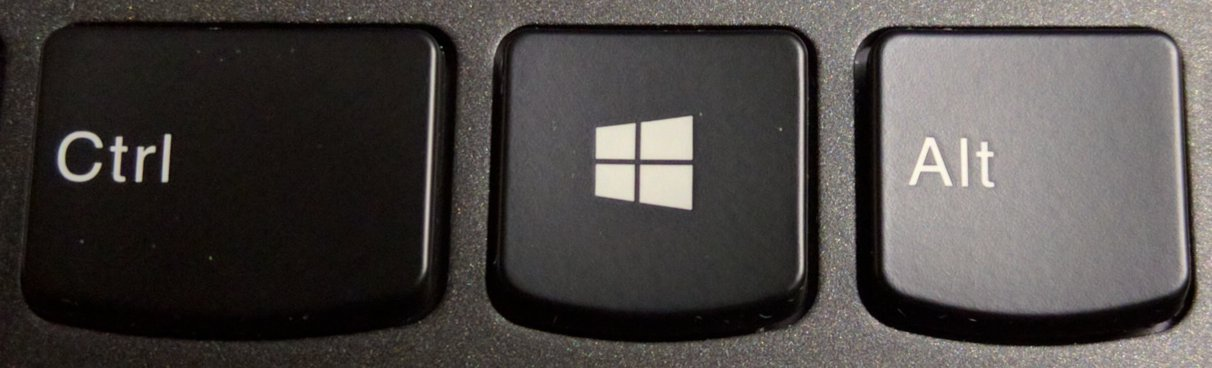
طرح کلید ویندوز ۱۰ (میان کنترل و آلت)

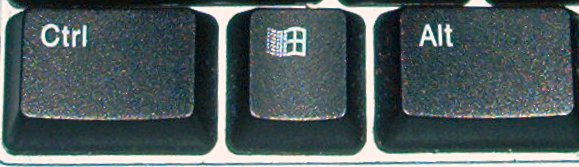
طرح کلید ویندوز در دوره‌های پیش از ویندوز XP (کلید وسط)

کلید ویندوز یا کلید استارت، عنوان یکی از دکمه‌های صفحه‌کلید است. کاربران سیستم‌عامل گنو/لینوکس معمولاً از عنوان کلید سوپر برای اشاره به این کلید استفاده می‌کنند. این کلید نخستین بار در سال ۱۹۹۴ در صفحه‌کلید Microsoft Natural Keyboard استفاده شد و امروزه روی اکثر صفحه‌کلیدها دیده می‌شود. این کلید به صورت استاندارد در هر صفحه‌کلیدی وجود دارد. با زدن این دکمه، منوی استارت سیستم عامل باز می‌شود.